# Nicolas Rathod

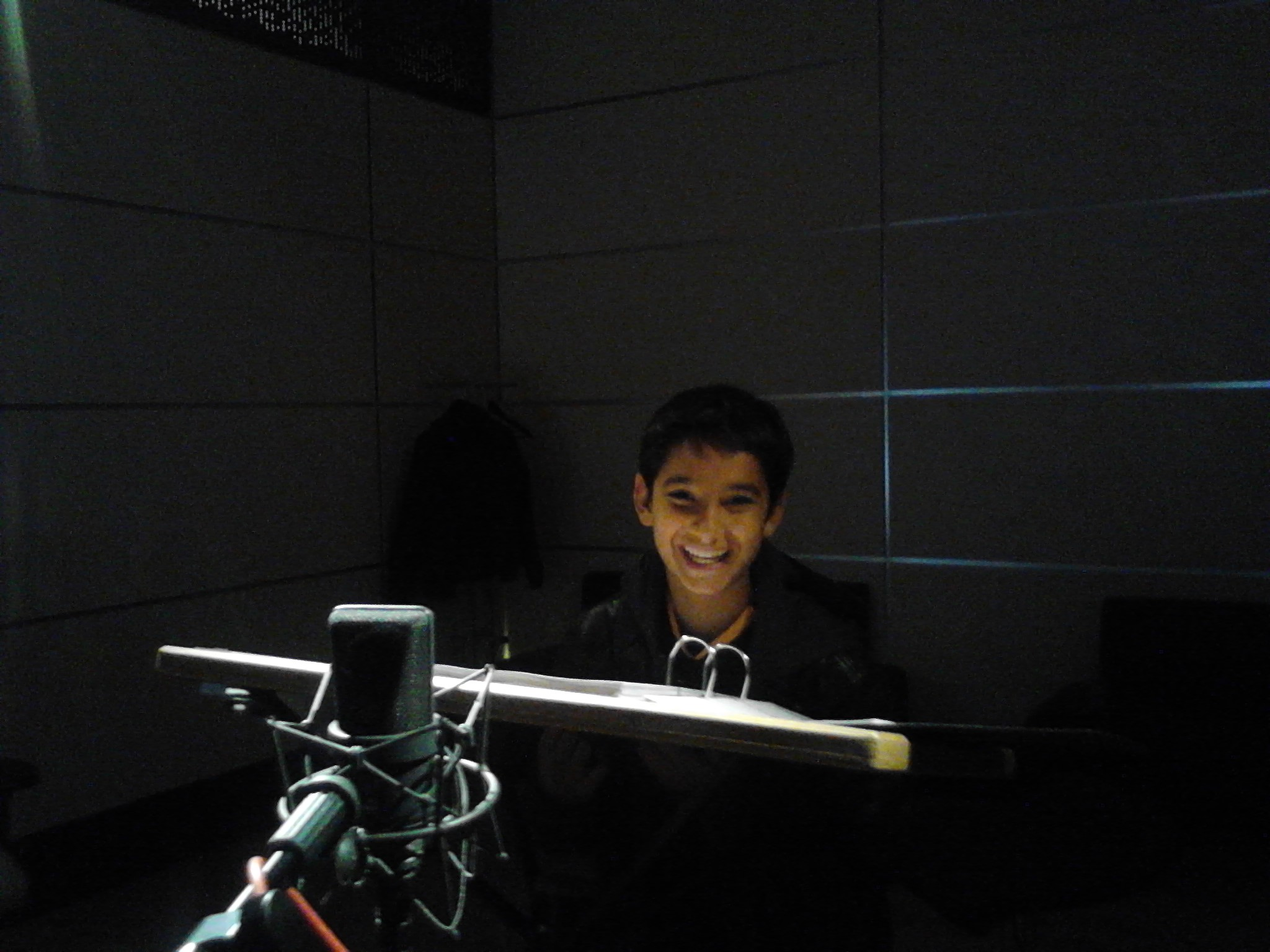
Nicolas Rathod bei den Synchronarbeiten zu Life of Pi (2012)

Nicolas Rathod (* 27. Februar 2000 in Berlin) ist ein deutscher Synchronsprecher sowie Sprecher von Hörspielen und Hörbüchern.

## Werdegang
Nicolas Rathod wurde in Berlin geboren und lebte bisher in Berlin, Potsdam, Nairobi (Kenia) und nun im Brandenburger Umland. Er wuchs zweisprachig auf (deutsch und englisch) und hat zwei Geschwister.
Er stand mit sieben Jahren erstmals im Synchronstudio. Mit elf Jahren wurde er die deutsche Stimme von Karan Brar und mit 14 Jahren die Stimme von Jace Norman. Er sprach bereits mehr als 360 Sprechrollen ein.

## Synchronarbeiten (Auswahl)
Jace Norman
- 2014–2020: Henry Danger als Henry Hart / Kid Danger
- 2014: Die Thundermans als Flunky
- 2015: Ein Adam kommt selten allein als Adam Baker
- 2016: Rufus als Rufus
- 2017: Rufus 2 als Rufus
- 2018: Blurt – Voll verplappert als Jeremy
- 2018: Die Abenteuer von Kid Danger als Henry Hart / Kid Danger
- 2019: Game Shakers – Jetzt geht’s App als Henry Hart / Kid Danger

Karan Brar
- 2011–2015: Jessie als Ravi Ross
- 2013: Austin & Ally als Ravi Ross
- 2014: Meine Schwester Charlie als Ravi Ross
- 2015: Der ultimative Spider-Man als Ravi Ross
- 2015–2018: Camp Kikiwaka als Ravi Ross
- 2015: Überraschend unsichtbar als George
- 2018: Pacific Rim: Uprising als Kadett Suresh

Weitere
- 2008: The Rainbowmaker
- 2009: Wer hat Angst vorm schwarzen Mann?
- 2009: Ein Augenblick Freiheit (2008)
- 2012: Will – Folge deinem Traum als Ritche (Brandon Robinson)
- 2012: Ted als Greenbaum Kid (Max Harris)
- 2013–2015: Dora als Diego (Jacob Medrano)
- 2012: Life of Pi: Schiffbruch mit Tiger als Piscine Patel mit 11/12 Jahren (Ayush Tandon)
- 2012: Kevin allein zu Haus 5 als Finn Baxter (Christian Martyn)
- 2013: Der unglaubliche Burt Wonderstone als Judah Munny (Joshua Erenberg)
- 2013: Crash & Bernstein als Pesto (Aaron R. Landon)
- 2013: Zaytoon als Ahmed (Adham Abu Aquel)
- 2013: Ganz weit hinten als Peter (River Alexander)
- 2013: Modern Family als Reuben (Spenser McNeil)
- 2013: Das große Heft als erster Zwilling (András Gyémánt) und Gedankenstimme
- 2013: Auf dem Weg zur Schule als Samuel (Samuel J. Esther)
- 2013: Beziehungsweise New York als Tom (Pablo Mugnier-Jacob)
- 2014: Exodus: Götter und Könige als Gershom (Hal Hewetson)
- 2014: Die Coopers – Schlimmer geht immer als Alexander Cooper (Ed Oxenbould)
- 2014: Mister Twister – Wirbelsturm im Klassenzimmer als Tobias (Felix Osinga)
- 2014: Mister Twister – Eine Klasse macht Camping als Tobias (Felix Osinga)
- 2015: Mister Twister – Mäuse, Läuse und Theater als Tobias (Felix Osinga)
- 2015: Heidi als Karl
- 2015: Käpt’n Säbelzahn und der Schatz von Lama Rama als Pinky (Vinjar Pettersen)
- 2017: Nicky, Ricky, Dicky & Dawn als Joey Montagelli
- 2018–2021: The Hunter als Saverio Barone (jung) (Emanuele Misuraca)
- 2019: The Last Summer als Griffin (K. J. Apa)
- 2020: Curon als Giulio Asper (Giulio Brizzi)
- 2020–2022: Stargirl (Fernsehserie)
- 2021–2022: Fate: The Winx Saga als Dane (Theo Graham)
- 2021–2024: Young Royals als Nils (Samuel Astor)
- 2021–2024: Élite als Patrick Blanco Commerford (Manu Ríos)
- seit 2021: Ghostforce als Drake Miller (Cedric L.Williams)
- 2022–2024: Heartstopper als Nick Nelson (Kit Connor)
- 2022: The Tourist – Duell im Outback als Sergeant Rodney Lammon (Kamil Ellis)
- 2024: Hell’s Paradise als Gabimaru

## Hörbücher (Auswahl)
- 2022: Alice Oseman: This Winter – Ein Heartstopper-Roman – Weihnachten mit Nick & Charlie, Argon Verlag, ISBN 978-3-7324-0608-1 (u. a. mit Christiane Marx)
- 2023: Linus Geschke: Die Verborgenen, Hörbuch Hamburg, ISBN 978-3-8449-3273-7 (u. a. mit Nina Reithmeier & Bastian Sierich)
- 2024: Gordon Korman: The Fort – Das Geheimnis eines Sommers, der Audio Verlag, ISBN 978-3-7424-3089-2 (gemeinsam mit  Marius Clarén, Marcel Mann, Dirk Petrick, Marco Eßer & Sebastian Fitzner)